# Nina Norén
Hilda Kristina (Nina) Elisabet Norén, född 6 augusti 1954 i Bromma, är en svensk skådespelare, regissör och teaterledare.

## Biografi
Nina Norén växte upp som yngst av fem syskon i Stockholm. Som ung ägnade hon sig åt dans och teater och studerade på Konstfack, varefter hon arbetade som teckningslärare och genomgick teaterstudier inom såväl traditionell som experimentell fysisk teater. Därefter har hon framför allt varit verksam inom olika fria teatergrupper och produktioner, främst i Skåne, däribland Teater Sagohuset och Ystads Stående Teatersällskap. Hon har även verkat internationellt med teaterarbete och -undervisning i Ulan Bator, Buenos Aires, Belgrad och Island.
Norén har inom teaterarbetet ofta arbetat nära mystik och mytologi. År 1991 startade hon tillsammans med regissören Lena Ekhem Landgré Teater Dagaz i Lund och skapade gemensamt mytologiskt inspirerade experimenterande föreställningar som Månbåten, Inannas resa och Ett tempel av drömmar. Hon har även under flera år lett Kabaré Febril med olika kända gästartister i Lund.
År 2005 grundade hon tillsammans med Sara Larsdotter Hallqvist Teater Interakt i Malmö, där hon verkar som konstnärlig ledare, skådespelare och regissör med inriktning på internationellt utbyte och belysning av samhällsfrågor som åldrande och papperslösas situation. Däri ingår trilogin Songs From the Silent Voice (2007), Rymden emellan (2010) och Malmökoden – Instruktionsbok till parallellsamhället (2014), alla baserade på intervjuer med olika individer och parter i samhällets system. 2014 kompletterades verksamheten med den socialt och integrativt inriktade Malmö communityteater. Dessa teman återkom även i produktionen Dance Across Borders med Norén som regissör på Skånes Dansteater 2016.
2023 debuterade Norén med romanen Mönster – spåren vi följer.

### Familj
Tillsammans med Rogelio de Badajoz Duran fick hon 1979 dottern Noomi Rapace. Under 1980- och 1990-talen innan skilsmässan hade hon tillsammans med sin man Hrafnkell Karlsson  verksamhet med anknytning till waldorfrörelsen i Järna, på Island och i Skåne och har med honom två döttrar, Særún och Vala.

## Filmografi
Bad Sisters 2022 as Minna Williams Apple TV Plus, Merman Productions 
- 1988 – Korpens skugga
- 2006 – Wallander – Luftslottet
- 2009 – Millennium: Män som hatar kvinnor
- 2010 – Wallander – Vittnet
- 2011 – Försvunnen
- 2012 – Indrivaren (kortfilm)
- 2013 – Wallander – Mordbrännaren